# Kelayu Jorong
Kelayu Jorong is een bestuurslaag in het regentschap Oost-Lombok van de provincie West-Nusa Tenggara, Indonesië. Kelayu Jorong telt 4830 inwoners (volkstelling 2010).